# Équipe satellite
Le terme d'équipe satellite est utilisé en sports mécaniques pour désigner une équipe privée dont les activités sont dépendantes d'une équipe officielle, ou disposant du soutien financier et/ou technique d'un constructeur. Ses activités concernent la plupart du temps un engagement en compétition pour le compte d'une équipe-mère ou d'un constructeur (une sorte de sous-traitance), sans parfois en porter le nom.
Par le passé, en WRC, on peut citer le cas de l'équipe Kronos, qui engageait des voitures pour le compte de Citroën Sport. C'était aussi le cas de l'équipe Bozian, qui faisait de même pour Peugeot Sport, et celui de l'équipe Grifone, satellite de l'ancien Toyota Team Europe. 
C'est aussi le cas en Formule 1 de l'écurie Visa CashApp Racing Bulls, satellite de l'écurie Red Bull Racing. Dans ce dernier cas, l'écurie satellite appartient directement à la première. 
On parle aussi de Junior Team pour désigner une équipe destinée à former des jeunes pilotes ou ingénieurs, destinés à rejoindre un jour l'équipe-mère. C'est notamment le cas de la seconde équipe Red Bull.
En MotoGP, les cinq marques (Honda, Aprilla, Ducati, KTM, Yamaha) possèdent des équipes satellites. On peut citer Aprilla Trackhouse, Honda LCR, Yamaha Pramac, Ducati Gresini, Ducati VR46 Racing Team et KTM Tech3. Ces équipes satellites possèdent en général moins de moyens financiers que les équipes d'usine. Cependant, certaines écuries satellite possèdent les mêmes motos que les officiels, comme les KTM Tech3, Yamaha Pramac, Honda LCR et Aprilia Trackhouse de 2025.